# Districtul Bueng Na Rang
Bueng Na Rang (în thailandeză บึงนาราง) este un district (Amphoe) din provincia Phichit, Thailanda, cu o populație de 28.277 de locuitori și o suprafață de 450,610 km².

## Componență
Districtul este subdivizat în 5 subdistricte (tambon), care sunt subdivizate în 50 de sate (muban).
| Nr. | Nume          | În thailandeză | Sate | Locuitori |  |
| --- | ------------- | -------------- | ---- | --------- |  |
| 1.  | Huai Kaeo     | ห้วยแก้ว         | 8    | 4,504     |  |
| 2.  | Pho Sai Ngam  | โพธิ์ไทรงาม      | 9    | 4,137     |  |
| 3.  | Laem Rang     | แหลมรัง         | 14   | 8,150     |  |
| 4.  | Bang Lai      | บางลาย         | 9    | 6,538     |  |
| 5.  | Bueng Na Rang | บึงนาราง        | 10   | 4,948     |  |